# Heraclia buchholzi
Heraclia buchholzi är en fjärilsart som beskrevs av Carl Plötz 1880. Heraclia buchholzi ingår i släktet Heraclia och familjen nattflyn. Inga underarter finns listade i Catalogue of Life.